# Костов, Хари
Хари Костов (макед. Хари Костов; род. 13 ноября 1959, село Пишица, община Пробиштип, СР Македония, СФРЮ) — македонский политический и государственный деятель, премьер-министр Республики Македония с июня по ноябрь 2004 года.

## Биография
Хари Костов окончил в 1983 году факультет экономики Университета Св. Кирилла и Мефодия в Скопье. С 1988 года работал в правительстве Социалистической Республики Македонии, а затем был назначен советником правительства по экономическим вопросам. Эту должность он занимал до февраля 1994 года.
В первом правительстве Црвенковского Костов был заместителем министра финансов (1994) и председателем Комитета по банковской реформе.
С августа 1995 до октября 1996 года был помощником исполнительного директора Всемирного банка, затем, до своего назначения на пост министра внутренних дел в 2002 году, генеральным директором коммерческого банка.
31 мая 2004 года, через две недели после того как Бранко Црвенковский стал президентом, парламент избрал Костова премьер-министром. Большинство министров из правительства Црвенковского остались на своих постах.
Костов объявил о своей отставке 15 ноября 2004 года после разногласий в коалиционном правительстве между министрами-македонцами и министрами-албанцами.
В настоящее время[когда?] Хари Костов является генеральным директором Коммерческого банка Скопье (Комерцијална банка АД Скопје).